# 波志江沼
波志江沼（はしえぬま）は、群馬県伊勢崎市波志江町にある沼。 北側の波志江上沼と南側の波志江下沼の2つの沼からなる。

## 概要
伊勢崎市内最大の15.1ヘクタールの面積を誇る灌漑用の溜め池である。沼の周囲が波志江沼環境ふれあい公園として整備されており、2008年には全国都市緑化ぐんまフェアの伊勢崎会場として様々なイベントが催された。約200本の桜が植樹されており、3月下旬から4月上旬には満開の桜を見ることができる。
上沼
伊勢崎市北西部に立地する農業用水の確保を目的として建造された溜め池で、遊歩道や石積みの護岸が整備されている。沼の南側を国道17号（上武道路）が跨いでいる。
下沼
伊勢崎市北部に立地する溜め池。以前は鯉の養殖も行われていたが、今は行われていない。沼の南側を北関東自動車道が通っている。

## 周辺
- 波志江沼環境ふれあい公園
- 国道17号上武道路（上沼を跨ぐ）
- 北関東自動車道波志江PA